# Привредни апелациони суд Републике Србије
Привредни апелациони суд је суд посебне надлежности са седиштем у Београду. Представља виши суд за привредним судовима, а њему виши суд је Врховни суд. Тренутни вршилац дужности председника Привредног апелационог суда је Јасминка Обућина.

## Надлежности
Привредни апелациони суд је надлежан за:
- одлучивање о жалби на одлуку привредног суда и другог органа, у складу са законом
- одлучивање у другом степену о жалби на решење јавног извршитеља или јавног бележника у складу са законом
- одлучивање о сукобу надлежности и о преношењу месне надлежности привредног суда
- утврђује правни став ради јединствене примене закона из надлежности привредног суда, а правни став се објављује на интернет страници Привредног апелационог суда
- обављање других надлежности и послова одређених законима